# Administração Central Tibetana
A Administração Central Tibetana (ACT), oficialmente a Administração Central Tibetana de Sua Santidade o Dalai Lama, é uma organização política sem fins lucrativos com sede na cidade de Dharamshala, na Índia, que reclama ser o governo legítimo por direito do Tibete. Entre 1963 e 2011, foi encabeçada por Tenzin Gyatso, o décimo-quarto Dalai Lama, desde 1991 intitulado "Chefe Permanente" da organização. Em 2012, após Gyatso decidir não assumir autoridades políticas ou administrativas, a liderança política da entidade passou a ser exercida por um Sikyong, eleito periodicamente por voto popular direto.
É comumente referida como Governo Tibetano no Exílio.

## Ligação externa
- Media relacionados com Administração Central Tibetana no Wikimedia Commons
- Administração Central Tibetana
- Tibet Society